# Critérium International 2005
Il Critérium International 2005, settantaquattresima edizione della corsa e valida come evento del circuito UCI Europe Tour 2005 categoria 2.HC. Si svolse su tre tappe dal 26 al 27 marzo 2005 da Vouziers a Charleville-Mézières, su un percorso totale di 293,8 km. Fu vinto dallo statunitense Bobby Julich che terminò la gara con il tempo di 7 ore 12 minuti e 8 secondi, alla media di 40,79 km/h.
Al traguardo finale di Charleville-Mézières 89 ciclisti completarono la gara.

## Tappe
| Tappa  | Data     | Percorso                                   | km    | Vincitore di tappa | Leader cl. generale |
| ------ | -------- | ------------------------------------------ | ----- | ------------------ | ------------------- |
| 1ª     | 26 marzo | Vouziers > Charleville-Mézières            | 187   | Isaac Gálvez       | Isaac Gálvez        |
| 2ª     | 27 marzo | Les Vieilles Forges > Monthermé            | 98,5  | Thomas Dekker      | Thomas Dekker       |
| 3ª     | 27 marzo | Charleville-Mézières (Cronom. individuale) | 8,3   | Bobby Julich       | Bobby Julich        |
| Totale | Totale   | Totale                                     | 293,8 |                    |                     |

## Squadre e corridori partecipanti
| N. | Cod. | Squadra                |
| -- | ---- | ---------------------- |
|    | CSC  | Team CSC               |
|    | SDV  | Saunier Duval-Prodir   |
|    | LSW  | Liberty Seguros-Würth  |
|    | RAB  | Rabobank               |
|    | TMO  | T-Mobile Team          |
|    | GST  | Gerolsteiner           |
|    | C.A  | Crédit Agricole        |
|    | PHO  | Phonak Hearing Systems |
|    | BTL  | Bouygues Télécom       |
|    | LIQ  | Liquigas-Bianchi       |
|    | COF  | Cofidis                |

| N. | Cod. | Squadra                        |
| -- | ---- | ------------------------------ |
|    | EUS  | Euskaltel-Euskadi              |
|    | A2R  | AG2R Prévoyance                |
|    | LAN  | Landbouwkrediet-Colnago        |
|    | IBA  | Illes Balears-Caisse d'Epargne |
|    | FDJ  | Française des Jeux             |
|    | PAN  | Ceramiche Panaria-Navigare     |
|    | AGR  | Agritubel-Loudun               |
|    | MRB  | Mr Bookmaker.com-SportsTech    |
|    | ECV  | Comunidad Valenciana           |
|    | RAG  | RAGT Semences                  |

## Dettagli delle tappe

### 1ª tappa
- 26 marzo: Vouziers > Charleville-Mézières – 187 km

Risultati
| Pos. | Corridore      | Squadra       | Tempo    |
| ---- | -------------- | ------------- | -------- |
| 1    | Isaac Gálvez   | Illes Balears | 4h36'04" |
| 2    | Erik Zabel     | T-Mobile Team | s.t.     |
| 3    | Robert Förster | Gerolsteiner  | s.t.     |

| Pos. | Corridore    | Squadra       | Tempo    |
| ---- | ------------ | ------------- | -------- |
| 1    | Isaac Gálvez | Illes Balears | 4h35'54" |
| 2    | Erik Zabel   | T-Mobile Team | a 4"     |
| 3    | Denis Robin  | Agritubel     | a 5"     |

### 2ª tappa
- 27 marzo: Les Vieilles Forges > Monthermé – 98,5 km

Risultati
| Pos. | Corridore     | Squadra      | Tempo    |
| ---- | ------------- | ------------ | -------- |
| 1    | Thomas Dekker | Rabobank     | 2h25'56" |
| 2    | Jörg Jaksche  | Liberty Seg. | s.t.     |
| 3    | Bobby Julich  | Team CSC     | a 3"     |

| Pos. | Corridore     | Squadra      | Tempo    |
| ---- | ------------- | ------------ | -------- |
| 1    | Thomas Dekker | Rabobank     | 7h02'00" |
| 2    | Jörg Jaksche  | Liberty Seg. | s.t.     |
| 3    | Bobby Julich  | Team CSC     | a 3"     |

### 3ª tappa
- 27 marzo: Charleville-Mézières – Cronometro individuale – 8,3 km

Risultati
| Pos. | Corridore         | Squadra  | Tempo  |
| ---- | ----------------- | -------- | ------ |
| 1    | Bobby Julich      | Team CSC | 10'05" |
| 2    | Jens Voigt        | Team CSC | a 3"   |
| 3    | Kurt-Asle Arvesen | Team CSC | a 11"  |

| Pos. | Corridore     | Squadra      | Tempo    |
| ---- | ------------- | ------------ | -------- |
| 1    | Bobby Julich  | Team CSC     | 7h12'08" |
| 2    | Thomas Dekker | Rabobank     | a 8"     |
| 3    | Jörg Jaksche  | Liberty Seg. | a 23"    |

## Classifiche finali

### Classifica generale - Maglia gialla
| Pos. | Corridore             | Squadra        | Tempo    |
| ---- | --------------------- | -------------- | -------- |
| 1    | Bobby Julich          | Team CSC       | 7h12'08" |
| 2    | Thomas Dekker         | Rabobank       | a 8"     |
| 3    | Jörg Jaksche          | Liberty Seg.   | a 23"    |
| 4    | Ivan Basso            | Team CSC       | a 50"    |
| 5    | Jens Voigt            | Team CSC       | a 1'28"  |
| 6    | Rubén Plaza           | Comunidad Val. | a 1'43"  |
| 7    | David Blanco          | Comunidad Val. | s.t.     |
| 8    | Denis Men'šov         | Rabobank       | a 1'57"  |
| 9    | José Alberto Martínez | Agritubel      | a 2'06"  |
| 10   | Kurt-Asle Arvesen     | Team CSC       | a 2'09"  |

### Classifica a punti
| Pos. | Corridore     | Squadra       | Punti |
| ---- | ------------- | ------------- | ----- |
| 1    | Bobby Julich  | Team CSC      | 25    |
| 2    | Thomas Dekker | Rabobank      | 23    |
| 3    | Jens Voigt    | Team CSC      | 22    |
| 4    | Isaac Gálvez  | Illes Balears | 15    |
| 5    | Jörg Jaksche  | Liberty Seg.  | 12    |

### Classifica scalatori
| Pos. | Corridore     | Squadra      | Punti |
| ---- | ------------- | ------------ | ----- |
| 1    | Jörg Jaksche  | Liberty Seg. | 36    |
| 2    | Bobby Julich  | Team CSC     | 19    |
| 3    | Thomas Dekker | Rabobank     | 8     |
| 4    | Denis Robin   | Agritubel    | 8     |
| 5    | Jens Voigt    | Team CSC     | 4     |

### Classifica giovani
| Pos. | Corridore          | Squadra         | Tempo    |
| ---- | ------------------ | --------------- | -------- |
| 1    | Thomas Dekker      | Rabobank        | 7h12'16" |
| 2    | Rubén Plaza        | Comunidad Val.  | a 1'35"  |
| 3    | Joost Posthuma     | Rabobank        | a 2'19"  |
| 4    | Benoît Vaugrenard  | Franc. des Jeux | a 2'27"  |
| 5    | Aleksandr Kolobnev | Rabobank        | a 2'40"  |

### Classifica a squadre
| Pos. | Squadra                          | Tempo     |
| ---- | -------------------------------- | --------- |
| 1    | Team CSC                         | 21h38'10" |
| 2    | Rabobank                         | a 2'07"   |
| 3    | Comunidad Valenciana-Elche       | a 5'05"   |
| 4    | Liberty Seguros-Würth            | a 9'18"   |
| 5    | Cofidis, le Crédit par Téléphone | a 11'13"  |